# Utricularia longeciliata
Utricularia longeciliata — вид рослин із родини пухирникових (Lentibulariaceae).

## Середовище проживання
Цей вид зустрічається на півночі Південної Америки — пн. Бразилія, Колумбія, Гаяна, Суринам, Венесуела.
Цей вид зазвичай росте у вологому піску в саванах; на висотах від 0 до 1400 метрів.

## Використання
Вид культивується невеликою кількістю ентузіастів роду. Торгівля незначна.